# ホムンクルス (漫画)
『ホムンクルス』は、山本英夫による日本の漫画作品。2003年より『週刊ビッグコミックスピリッツ』で連載。2008年28号以降休載していたが、2009年34号より連載再開、2011年12月号をもって完結。2020年9月時点で、累計発行部数は400万部を突破している。
2020年9月10日に実写映画化が発表され、2021年4月2日に公開。

## あらすじ
新宿西口の一流ホテルとホームレスが溢れる公園の狭間で車上生活を送るホームレス・名越進は、医学生・伊藤学に出会い、報酬70万円を条件に第六感が芽生えるというトレパネーションという頭蓋骨に穴を開ける手術を受けることになった。その手術以降、名越は右目を瞑って左目で人間を見ると、異様な形に見えるようになった。伊藤によると「他人の深層心理が、現実のようにイメージ化されて見えているのではないか」と言い、彼はその世界をホムンクルスと名付けた。そして、名越は様々な心の闇を抱える人達と交流していく。

## 登場人物

### 主要人物
名越 進（なこし すすむ）
本作の主人公。新宿の公園付近で車上生活を送るホームレスの青年。34歳。
虚言癖があり、他のホームレスとは馴染めずにいる。伊藤から頭蓋骨の穴を開けるトレパネーションという手術を受けたことによって、トラウマに基づく深層心理が具象化した姿・ホムンクルスが見えるようになった。
かつては外資系金融のエリートとして働いていた。ちなみに整形手術をしており、整形前の顔にまつわる記憶が一切なかった。
伊藤 学（いとう まなぶ）
不気味な医学生。1981年6月23日生まれ、22歳。実家は病院を経営しており、裕福な家庭で育つ。
名越に興味を持ち、彼にトレパネーション手術を施す。厳格な父親の元に行く時以外は派手なアクセサリーを身につけている。名越のホムンクルスの世界では、グッピーが映る水のかたまりをした人間として映る。
小学生の頃に飼っていたグッピーを美の象徴として捉え、それ以降は虜になり女装をしていたことがあったが、グッピーを父親に殺されたことがトラウマになっている。

### その他
組長（くみちょう）
本名不明。名越のホムンクルスの世界では、ロボに守られた少年として映る。新宿で小指詰めの組長として恐れられていたが、その真底には、少年の頃、農作業中に誤って友達の小指を鎌で刈ってしまった事によるトラウマがあり、懺悔の念を感じながらもそれを紛らわすために虚勢を張って（名越にはそれがロボに映った）やくざになってしまった過去を持っていた。76本の小指を刈ってきたが、名越との関わりを通じて罪と向き合い、やくざからの更生を決意する。そして77本目に自らの小指を刈ることで罪悪感から解放され、ロボも見えなくなった。代わりに、名越の左腕にロボットが移ってしまうのだった。
ユカリ
渋谷のブルセラ店で「1775」のナンバーを下げ、商品として売られていた女子高生。当初は名越らから1775（いちななななご）と呼ばれていた。
名越のホムンクルスの世界では、砂の人間として映る。両親はいわゆるマニュアル世代で、子供の頃から過剰なまでの教育を受け続けた結果、自失状態の人間となってしまった。
万引きのドサクサに紛れて伊藤に連れて行かれ、「初体験の相手をする」といわれるも、カラオケボックスで暴言を吐いて一蹴。その後名越によって車で自宅へ送られるも、車内に携帯を忘れて名越に持ってこさせた。その後、名越と着衣行為に及び、彼に処女を捧げた。
ケンさん
新宿の公園でホームレスをしている男性。名越に気をかけて、捨てられた毛布やタオルを拾って渡したり、銭湯をおごったりしている。人員整理の際にリストラになったらしい。
イタさん
新宿の公園でホームレスをしている元料理人。ホームレスたちが集めた食材を上手く調理している。朝に公園に鳥に餌やりをしている。名越のホムンクルスの世界では、球状の液体として映る。名越の透視によって、中学卒業後にはやくも板前の道に入ったこと、店の看板娘と結婚したこと、その妻の夭折、そして店の後輩板前とのトラブルで傷害事件を起こして拘留されたことによって娘に迷惑を掛けてしまった事への自責の念からホームレスになった事が判明。名越と帰還の約束を結ぶが、直後に思いつめて公園で首つり自殺して果てた。
伊藤の父
脳神経外科病院を経営している医者。入院中で死期が近づいているが、その事を息子の学に隠していた。
七瀬ななこ
名越の元恋人。名越が整形手術を受ける前に交際していた。他人の心を読み取り、スケッチに絵で描写する能力を持つ。
ななみ
名越が外資系金融に務めていた頃に知り合った虚言癖のある女性。名越と同様、顔を整形しており金や物だけを信じている。ホームレスになった名越に執拗に付きまとい、名越から整形したななこではないかと思い込まれる。実際は別人だが、過去に「さとし」という男に捨てられた経験があるため、名越と共鳴してトレパネーションを受けることになる。

## 用語
ホムンクルス
伊藤からの手術を受けた名越が、右目を瞑って左目を見た時に見える世界。その世界では、人間が異形の姿に見えるが、それは本人のトラウマに基づく深層心理が具象化したものである。

## 書誌情報
- 山本英夫『ホムンクルス』小学館〈ビッグコミックス〉、全15巻
  1. 2003年7月30日発売、ISBN 978-4091870711
  2. 2004年4月30日発売、ISBN 978-4091870728
  3. 2004年7月30日発売、ISBN 978-4091870735
  4. 2004年12月24日発売、ISBN 978-4091870742
  5. 2005年2月28日発売、ISBN 978-4091870759
  6. 2005年8月30日発売、ISBN 978-4091870766
  7. 2006年11月30日発売、ISBN 978-4091807724
  8. 2007年6月29日発売、ISBN 978-4091810687
  9. 2008年2月29日発売、ISBN 978-4091817471
  10. 2009年8月28日発売、ISBN 978-4091821294
  11. 2009年12月26日発売、ISBN 978-4091822505
  12. 2010年2月27日発売、ISBN 978-4091830180
  13. 2010年7月30日発売、ISBN 978-4091833532
  14. 2010年12月25日発売、ISBN 978-4091835352
  15. 2011年4月28日発売、ISBN 978-4091837905

文庫版
- 山本英夫『ホムンクルス』小学館〈小学館文庫〉、全10巻
  1. 2015年5月15日発売、ISBN 978-4091960122
  2. 2015年5月15日発売、ISBN 978-4091960139
  3. 2015年6月13日発売、ISBN 978-4091960146
  4. 2015年7月15日発売、ISBN 978-4091960153
  5. 2015年8月12日発売、ISBN 978-4091960160
  6. 2015年9月15日発売、ISBN 978-4091960177
  7. 2015年10月15日発売、ISBN 978-4091960184
  8. 2015年11月13日発売、ISBN 978-4091960191
  9. 2015年12月15日発売、ISBN 978-4091960207
  10. 2016年1月15日発売、ISBN 978-4091960399

ノベライズ
- 著：江波光則、原作：山本英夫、監督：清水崇、脚本：内藤瑛亮・松久育紀・清水崇『小説 ホムンクルス』小学館〈小学館文庫〉、全1巻
  - 2021年4月1日発売、ISBN 978-4094070040

## 映画
2021年4月2日に日本で劇場公開された後、同月22日からNetflixで全世界独占配信。監督は清水崇、主演は綾野剛。PG12指定。
撮影は2019年12月から2020年1月にかけて、西新宿を始めとする東京都内で行われた。

### キャスト
- 名越進：綾野剛[6][7]
- 伊藤学：成田凌[9][10]
- チヒロ：岸井ゆきの[9][10]
- ユカリ：石井杏奈[9][10]
- 七瀬ななこ：伊東茄那
- ホームレスA：田村泰二郎
- ホームレスB：奥瀬繁
- ホームレスC：五頭岳夫
- ホームレスD：松嶋亮太
- ホームレスE：田口主将
- ホームレスF：平家和典
- 組員A：北代高士
- 組員B：渡部龍平
- 組員C：南優
- 組員D：山口航太
- 組員E：三浦英
- 組長少年：細井鼓太
- チヒロの夫：吉田健悟
- ユカリの母：成嶋瞳子
- 伊藤の父：田中壮太郎
- 組長：内野聖陽[9][10]

### スタッフ
- 原作：山本英夫『ホムンクルス』（小学館「ビッグスピリッツコミックス」刊）
- 監督：清水崇
- 脚本：内藤瑛亮、松久育紀、清水崇
- 音楽：ermhoi、江﨑文武
- メインテーマ：millennium parade「Trepanation」（ソニー・ミュージックレーベルズ）[11]
- 製作統括：勝股英夫
- エグゼクティブプロデューサー：寺島ヨシキ
- チーフプロデューサー：西山剛史、穀田正仁
- プロデュース：古草昌実
- 企画プロデューサー：宮崎大
- プロデューサー：中林千賀子、三宅はるえ
- 撮影：福本淳
- 照明：市川徳充
- 美術：寒河江陽子
- 録音：西山徹
- 編集：鈴木理
- 装飾：中澤正英
- 衣装：田中亜由美
- ヘアメイク：小出みさ
- ヘアメイク（綾野剛）：石邑麻由
- 特殊スタイリスト：百武朋
- VFXプロデューサー / VFXディレクター：平田耕一
- VFXスーパーバイザー：髙橋直太郎
- 音響効果：赤澤勇二
- 助監督：岸塚祐季、加瀬聡
- 制作担当：高橋輝光
- In assosiation with：Netflix
- 制作プロダクション：ブースタープロジェクト
- 製作・配給：エイベックス・ピクチャーズ